# San Giovanni Battista de' Rossi

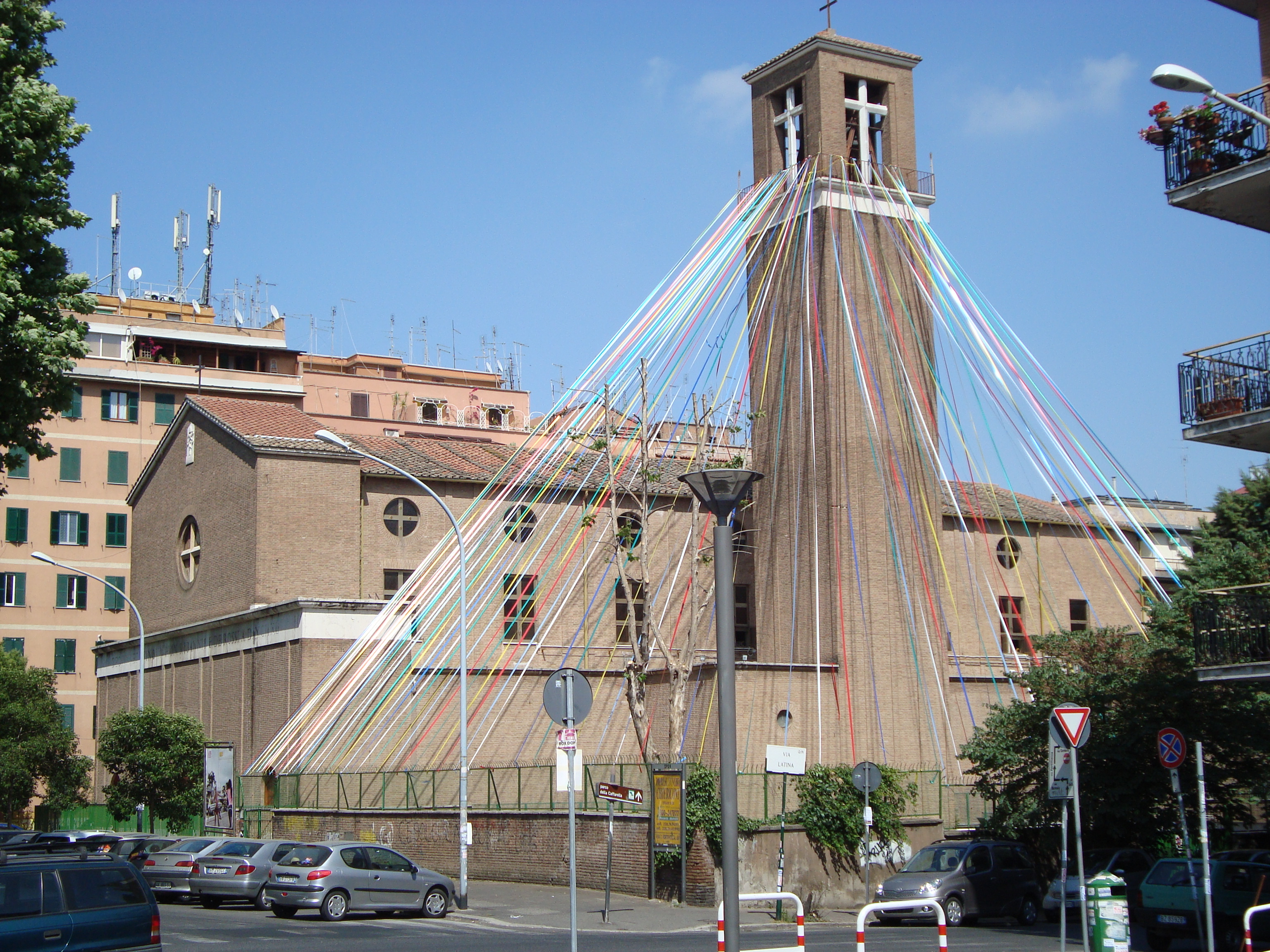
Vista da igreja e seu alto campanário.

San Giovanni Battista de' Rossi é uma igreja de Roma localizada na Via Cesare Baronio, no quartiere Appio-Latino. É dedicada a São João Batista de Rossi. O cardeal-presbítero protetor do título cardinalício de São João Batista de Rossi é John Ribat, arcebispo de Port Moresby, na Papua-Nova Guiné.

## História
Esta igreja  é sede de uma paróquia criada em 26 de julho de 1940 através do decreto "Pastorale opus" do cardeal-vigário Francesco Marchetti Selvaggiani e o plano era construir uma igreja imediatamente com base num projeto do arquiteto Tullio Rossi (1938 -1940). Contudo, por conta das dificuldades do pós-guerra, a igreja só foi consagrada em 22 de maio de 1965. No dia seguinte, as relíquias de São João Batista de Rossi, um cônego de Santa Maria em Cosmedin canonizado em 1881, foram transladadas de Santissima Trinità dei Pellegrini para a nova igreja numa cerimônia presidida pelo cardeal-vigário Luigi Traglia. Em 30 de abril de 1969, o papa Paulo VI a elevou a sede do título cardinalício de São João Batista de Rossi. 
Dois papas já visitaram esta igreja: São João XXIII, em 19 de fevereiro de 1961, e São João Paulo II, em 25 de novembro de 1990.

## Descrição
O exterior da igreja é em tijolos aparentes decorados com alguns poucos elementos em travertino e um campanário. No alto da fachada está o brasão do papa Pio XII e, na faixa de mármore que a subdivide em duas ordens, está a inscrição dedicatória relembrando o ano da fundação "A.D. MCMXL" (1940).

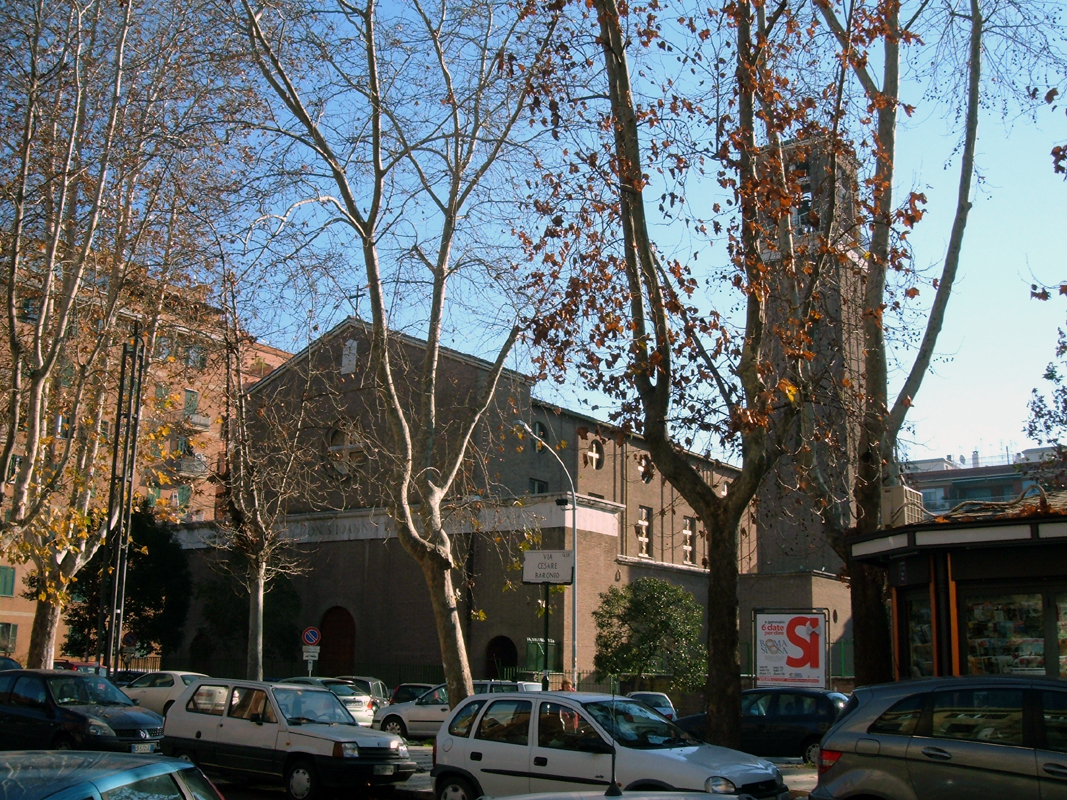
Vista da fachada.

O interior se apresenta em três naves separadas por pilastras quadradas, um teto de madeira e azulejos aparentes. As pinturas na nave são de D. Duili e representam os "Doze Apóstolos"; estas se alternam com grandes janelas que iluminam o interior. No alto das pinturas e das janelas corre por toda a volta da nave central um versículo do Evangelho de Mateus (Mateus 28:18) em mosaico dourado. Na abside está representado o santo titular em glória entre dois anjos e tendo aos pés as igrejas de Santa Maria in Cosmedin e São Pedro enquadradas entre duas gigantescas palmeiras (uma alusão ao Salmo 91, "Justus ut palma florebit sicut cedrus Libani" em latim). Coroando o conjunto, em uma longa faixa, estão cenas da vida de São João Batista de Rossi entre duas citações em latim (Mateus 5 e I Coríntios 13); no arco do triunfo estão os símbolos dos quatro evangelistas com o alfa e ômega de Cristo no centro de um tondo. A obra inteira é do grande pintor Alessandro Missori e foi realizada em 1945 por encomenda do primeiro pároco, monsenhor Marcello Urilli.
As naves laterais, nas quais estão afixadas as imagens da Via Crucis, quadros em madeira esculpidas à mão por Ortisei, terminam com duas capelas. Na da esquerda está um afresco representando "Jesus no Jardim do Getsêmani" e "Discípulos de Emaús" e, na da direita, um afresco com a "Natividade", "Jesus no Sepulcro" e a "Madona de Pompeia em Triunfo". 
Na vasta cantoria na contrafachada, subdividido em dois corpos aos lados da roseta e com o console perto do presbitério, está o órgão de tubos Tamburini opus 333, construído em 1950 e restaurado em 1995 por Carlo Soracco, com transmissão elétrica e com 20 registros.